# Динамическая медитация (Ошо)
Динамическая медитация — является первым и наиболее известным  методом активных медитаций, разработанных Ошо. По мнению доктора философских наук Николая Трофимчука, данному методу медитации отводится центральное место в учении Ошо.

## Описание техники
Динамическая медитация, как и другие Ошо-медитации, такие как медитация кундалини и медитация натарадж,  является активным методом медитации, в котором физическая активность играет центральную роль. Этапы физической активности естественно приводят человека к состоянию молчания. Выполняясь с закрытыми или завязанными глазами, она включает в себя пять этапов, четыре из которых сопровождаются музыкой, специально написанной Дойтером.
На первой стадии медитирующий в течение десяти минут хаотично учащённо дышит через нос.  Вторые десять минут отводятся для катарсиса. «Пусть все, что происходит случится... смех, крик, прыжки, тряска, всё, что вы чувствуете, всё что хочется делать — делайте». Далее, в течение десяти минут участник совершает прыжки вверх-вниз с поднятыми руками, выкрикивая «Ху!» каждый раз, когда приземляется на землю на всю стопу. На четвёртой, тихой стадии, медитирующий внезапно и полностью останавливается, оставаясь совершенно неподвижным в течение пятнадцати минут, наблюдая за всем, что происходит. Последняя стадия медитации состоит из пятнадцати минут празднования через танец.
Ошо утверждает, что динамическая медитация может выполняться практически всеми. И что эта техника разработана для современного человека, так как все современные люди подвергаются значительному психологическому давлению и несут в себе большой психологический груз, катарсис просто необходим, чтобы избавиться от этого груза. После того, как происходит очищение, человек испытывает значительное расслабление.
Также Ошо указывает, что динамическая медитация – это техника подготовки к медитации:
«Динамическая медитация — это лишь подготовка к настоящей медитации. Чтобы медитация стала возможной, нужно выполнить определённые условия. Не считайте, что дыхание и катарсис — это медитация. Это только вступление, введение. Настоящая медитация начинается лишь тогда, когда прекращена любая деятельность — деятельность тела и ума.»

## Эффект
По словам Ошо, динамическая медитация положительно влияет как на здоровье, так и на социальную активность. Например, он говорит, что динамическая медитация особенно эффективна для людей, страдающих от бессонницы. Практика динамической медитации преобразует гнев в сострадание, убирает навязчивые черты, приводит к уменьшению агрессивности и депрессии. Ошо заходит дальше, говоря, что большинство болезней происходят из-за подавлений и выражение в катарсисе приводит человека к более естественному состоянию: «Всем, кто был воспитан в нашем обществе, необходимы методы, чтобы уничтожить гнев, секс, жадность, ревность и зависть. Вы сидите на вулкане и вулкан... может взорваться в любой момент! Если позволить катарсису случиться — и это на чем основана динамическая медитация — вулкан исчезнет. Вы станете разумными».

### Научные исследования
Экспериментальное научное исследование динамической медитации показало существенное воздействие медитации на многие клинические и деловые показатели в краткосрочной и долгосрочной перспективе. В частности, в клинической области, уменьшилось количество соматических жалоб, случаев агрессивного поведения и депрессий. Отмечено значительное снижение гнева и увеличение позитивной само-мотивации (англ. Self-enhancement). В корпоративной среде было отмечено значительное снижение эмоционального истощения, увеличилась устойчивость к перегрузкам, психологическому напряжению, физической нагрузке, а также произошло значительное увеличение рациональных/когнитивных способностей справляться с ситуацией. Динамическая медитация, имея длительность всего лишь час, дает результат сразу во многих областях.
Таким образом, эта техника медитации может быть применима в различной психологической работе — в психиатрических клиниках или амбулаторных учреждениях, частной практике, а также как часть профессиональной подготовки для сотрудников в рамках корпорации. Сама методика кажется очень мощной из-за сильного и долговременного эффекта, который видно не только по статистическим данным, но и по субъективным комментариям участников исследования.

## Распространённость
Динамическая медитация широко распространена в Европе, как в рамках движения Ошо, так и за его пределами. Она стала неотъемлемой частью в психосоматической медицине и психо-группах. Также она используется врачами для сопровождения терапии.